# 自旋转移矩

A simple model of spin-transfer torque for two anti-aligned layers. Current flowing out of the fixed layer is spin-polarized. When it reaches the free layer the majority spins relax into lower-energy states of opposite spin, applying a torque to the free layer in the process.

自旋阀\自旋磁场隧道结如图所示：其中自旋阀中的空间层（紫色部分）是金属的，而自旋隧道结中的空间层是绝缘的。

自旋转移矩（英語：Spin-transfer torque, 縮寫為STT）是一种利用自旋极化电流来改变磁性隧道结或自旋阀中磁性层取向的效应。
载流子（如电子）具有自旋，即载流子因自身性质而具有的一定角动量。当载流子形成电流时，宏观而言电流通常是非极化的（由50%自旋向上和50%自旋向下的电子组成），而自旋极化电流是指电流中出现较多自旋向上的电子或者自旋向下的电子，打破了原来的平衡。将电流通过厚磁层（通常称为“固定层”），就可以产生自旋极化电流。如果自旋极化电流直接进入第二层更薄的磁场层（“自由层”），角动量就被转移到这一层，改变了角动量的方向。这可以用来激发振荡和翻转磁铁的取向。这种效应通常仅发生在纳米尺度的器件中。

## 自旋转移矩存储器
自旋转移矩效应可用于翻转磁阻式隨機存取記憶體中的有源元件。自旋转移矩磁阻式隨機存取記憶體（STT-RAM或STT-MRAM）是一种非易失性存储器，与SRAM和DRAM等基于电荷的存储器相比，其漏电功耗接近于零，这是它的主要优点。与传统的用磁场来翻转载流子的磁阻式隨機存取記憶體（MRAM）相比，STT-RAM还具有功耗低、可扩展性好等优点。自旋转移矩效应有很大的潜力，使MRAM器件不仅能够降低电流要求，还能够降低成本。然而，对大多数产品来说，让磁化重新取向所需的电流目前太高了，并且如何降低电流密度是目前自旋电子学研究的基础。